# Nane Germon
Nane Germon, född Germaine Hélène Nannon 10 juni 1909 i Paris, död 6 mars 2001 i Asnières-sur-Seine, Île-de-France, var en fransk skådespelerska.

## Roller i urval
- 1936 – Mayerlingdramat
- 1941 – Stormnätter
- 1946 – Flickan och odjuret
- 1950 – Rättvisa har skipats
- 1956 – Människor utan betydelse
- 1961 – En man kom tillbaka
- 1963 – Det bakvända livet
- 1968 – Två kvinnor - en man
- 1976 – Över hans döda kropp
- 1981 – Diva - dödligt intermezzo
- 1995 – De förlorade barnens stad